# Flamebait
Flamebait es un mensaje enviado a un foro de discusión público, tal como uno de internet, un grupo de noticias o una lista de correo, con la intención de provocar una respuesta enojada (flaming o flame) o argumentar sobre un tema sobre el cual el troll en realidad no tiene interés real. No confundir con "pellizcar" a alguien.
Hay varios motivos o explicaciones para este comportamiento, que puede ser correspondido o declinado. El más popular es el deseo de que le presten atención o el deseo de entretenerse a costa de otros. Otras causa pueden ser rastreadas en estados patológicos, sean del comportamiento, de la psique: de anormalidad, en suma.
A menudo es difícil determinar quién es realmente responsable de la degradación de una discusión razonable en un flame. Alguien que envía una opinión contraria en un foro de discusión puede ser fácilmente etiquetado de baiter, flamer o troll. Por tanto, es especialmente importante crear reglas de discusión en dicho foro público para evitar malentendidos sobre la aceptación de su uso.
"Coger la provocación" (Taking the bait) se refiere a cuando alguien responde al mensaje original a pesar de que éste esté buscando provocar una respuesta -sea esto algo intencionado, o no). A menudo cuando alguien acepta la provocación, otros le indicarán "Te han trolleado". Se trataría, en suma, quizá, de una escena de pugilato, un combate aceptado.
La conclusión de una "guerra" de flames, causada por una provocación —intencional o no— es a menudo determinada por la recurrida Ley de Godwin.